# Carter Glass
Carter Glass (født 4. januar 1858 i Lynchburg, Virginia, død 28. maj 1946 i Washington, D.C.) var en amerikansk demokratisk politiker.
Glass startede sin karriere som journalist. I 1899 blev han indvalgt i delstatssenatet i Virginia, og han var også delegat til Virginias konstitutionskonvent 1901-1902. I 1902 blev Glass indvalgt i Repræsentanternes hus. I 1913 blev Glass formand i repræsentanthusets bank- og valutakomité, og samarbejdede med præsident Woodrow Wilson med Federal Reserve Act, loven som førte til oprettelsen af centralbanken Federal Reserve.
Glass var USA's finansminister fra 1918 til 1920. Efter at han fik et sæde i Senatet forlod Glass stillingen som finansminister. Glass forblev senator indtil sin død, og takkede nej til Franklin D. Roosevelts tilbud om at blive finansminister igen, i 1933. I perioden 1941-1945 var Glass president pro tempore i Senatet. Den vigtigste arv efter Glass i Senatet var bankloven Glass-Steagall Act fra 1933, som blandt andet førte til oprettelsen af Federal Deposit Insurance Corporation.